# Grabrijan
Grabrijan je priimek v Sloveniji, ki ga je po podatkih Statističnega urada Republike Slovenije na dan 1. januarja 2010 uporabljalo 165 oseb in je med vsemi priimki po pogostosti uporabe uvrščen na 2.688. mesto.

## Znani nosilci priimka
- Boris Grabrijan, živinorejec, inovator, direktor krajinskega parka Kolpa
- Dušan Grabrijan (1899—1952), arhitekt, profesor UL, zgodovinar arhitekture in publicist
- Jurij Grabrijan (1800—1882), rimokatoliški duhovnik, šolnik in pesnik
- Lea Grabrijan (1932—2020), bibliotekarka v Črnomlju